# Claudio Scimone
Claudio Scimone (Padova, 23 dicembre 1934 – Padova, 6 settembre 2018) è stato un direttore d'orchestra italiano.

## Biografia
Nato a Padova, dopo avere studiato direzione d'orchestra con i maestri Dimitri Mitropoulos e Franco Ferrara, raggiunse notorietà a livello internazionale dirigendo numerose orchestre sinfoniche, fra le quali la Philharmonia Orchestra di Londra, la Royal Philharmonic Orchestra di Londra, l'Orchestra Sinfonica Giapponese Yomiuri e la New Japan Philharmonic di Tokyo, la English Chamber Orchestra, le orchestre sinfoniche di Parigi, Tolosa, Strasburgo, Lilla, RTBF Radio Belga, diverse orchestre italiane ed altre in Europa, Stati Uniti d'America, Canada e Australia.
Nel 1959, a Padova, fondò i Solisti Veneti, orchestra da camera con la quale ha tenuto oltre seimila concerti in tutti i continenti, partecipando a festival internazionali (tra i quali, 19 volte, il Festival di Salisburgo), eseguendo moltissima parte del repertorio del Barocco e del Settecento musicale veneto e non trascurando i nostri giorni, con opere loro dedicate da Alessandro Cadario, Pino Donaggio e Nicola Campogrande.
Negli anni Settanta, diresse anche l'Orchestre National de l'Opéra di Monte Carlo per l'incisione discografica, con il chitarrista Turibio Santos, del Concierto de Aranjuez e della Fantasía para un gentilhombre.
Fu direttore della Gulbenkian Orchestra di Lisbona dal 1979 al 1986, mantenendo in seguito la carica a titolo onorario.
Sue sono state le prime esecuzioni moderne del Mosè in Egitto e dell'Edipo a Colono di Rossini; l'Orlando Furioso di Vivaldi; Le jugement dernier di Salieri; il Guillaume Tell di Grétry.
Nella rinata Fenice diresse la prima ripresa moderna della versione veneziana del Maometto secondo di Rossini.
Collaborò, infine, con la Fondazione Rossini per l'edizione critica dell'Opera Omnia di Rossini.
Morì a Padova il 6 settembre 2018.

## Incisioni
Oltre che con I Solisti Veneti, con cui registrò anche le integrali di Albinoni e Vivaldi, incise oltre 350 titoli con le più importanti orchestre del mondo e coi più importanti interpreti: Jean Pierre Rampal, Guy Touvron, Nathan Milstein, Chris Merrit, Sir James Galway, Salvatore Accardo, Uto Ughi, Marilyn Horne, Ruggero Raimondi, Chiara Taigi, Cecilia Gasdia, Katia Ricciarelli, José Carreras, Samuel Ramey, Kathleen Battle, June Anderson ed altri.
Tra le più importanti vi sono:
- Antonio Vivaldi DVD Le quattro stagioni nelle Ville Venete - orchestra I Solisti Veneti
- Antonio Vivaldi Gloria e Other Sacred Music - con Adriana D'Amato, Laura Brioli coro Wiener Singakademie - orchestra I Solisti Veneti
- Antonio Vivaldi Orlando furioso con Marilyn Horne, Victoria de los Ángeles, Lucia Valentini Terrani, Carmen Gonzales, Lajos Kozma, Sesto Bruscantini, Nicola Zaccaria, Amici della Polifonia diretti da Piero Cavalli - orchestra I Solisti Veneti
- Antonio Vivaldi Juditha triumphans devicta Holofernis barbarie con Delores Ziegler, Gloria Banditelli, Cecilia Gasdia, Manuela Custer, Laura Brioli, Coro Filarmonico Antonio Vivaldi diretto da Giampaolo Grazioli - orchestra I Solisti Veneti
- Gioachino Rossini Maometto secondo  con June Anderson, Margarita Zimmermann, Ernesto Palacio, Samuel Ramey, Laurence Dale, Ambrosian Singers diretti da John Mc Carthy - Philharmonia Orchestra
- Luigi Boccherini e Giovanni Battista Pergolesi Stabat Mater con Cecilia Gasdia, Delores Ziegler e William Matteuzzi - orchestra I Solisti Veneti
- Gaetano Donizetti L'elisir d'amore con Katia Ricciarelli, José Carreras, Leo Nucci, Susanna Rigacci, Domenico Trimarchi, Coro della Rai di Torino diretto da Olinto Contardo - Orchestra della Rai di Torino
- Georg Friedrich Händel Messiah con Patricia Schuman, Lucia Valentini Terrani, Bruce Ford, Gwynne Howell, Ambrosian Singers diretti da John Mc Carthy - orchestra I Solisti Veneti
- Gioachino Rossini Armida con Cecilia Gasdia, Chris Merritt, William Matteuzzi, Bruce Ford, Ferruccio Furlanetto, Charles Workman, Ambrosian Singers diretti da John Mc Carthy - orchestra I Solisti Veneti
- Gioachino Rossini L'italiana in Algeri con Marilyn Horne, Samuel Ramey, Kathleen Battle, Ernesto Palacio, Clara Foti, Nicola Zaccaria, Domenico Trimarchi, Coro Filarmonico di Praga diretto da Joseph Veleska - orchestra I Solisti Veneti
- Tomaso Albinoni Les adagios con Pierre Pierlot oboe - orchestra I Solisti Veneti
- Muzio Clementi Four Great Symphonies - Philharmonia Orchestra di Londra (prima registrazione assoluta - 1978)
- Antonio Vivaldi L'estro armonico violini principali Piero Toso, Nane Calabrese, Kazuki Sasaki, Ronald Valpreda - orchestra I Solisti Veneti
- Antonio Vivaldi Opera Decima con Jean Pierre Rampal al flauto - orchestra I Solisti Veneti
- Antonio Vivaldi Concerti per uno e due Mandolini con Ugo Orlandi e Dorina Frati mandolini - orchestra I Solisti Veneti
- Pëtr Il'ič Čajkovskij Sinfonia n° 5 in mi minore op. 64 con la Yomiuri Nippon Symphony orchestra
- Tomaso Albinoni Il Concilio De' Pianeti con Chiara Taigi soprano Eternità, Laura Brioli Giove, Josè Luis Sola Marte. Primi ballerini: Emanuele Burrafato, Stefano Botti, Nicola Marrapodi, Nicola Pasino. Musicisti: Lucio Degani Violino, Paolo Grazia Oboe, Stefano Poda Regia, coreografia, scene e costumi, luci - orchestra I Solisti Veneti - Youtube - Concilio De' Pianeti

## Attività didattica
Fu per 27 anni direttore del Conservatorio "Cesare Pollini" di Padova ed insegnante di Esercitazioni Orchestrali al Conservatorio "Benedetto Marcello" di Venezia.
Fu inoltre direttore delle "Edizioni de I Solisti Veneti" che hanno pubblicato, fra l'altro, una serie di cataloghi tematici, redatti da noti musicologi (direttore artistico Franco Rossi), delle opere di compositori veneti: Albinoni, Galuppi, Tartini, Platti, Bonporti, Torelli, Dall'Abaco, Maddalena Lombardini, oltre le opere teoriche di Tartini.

## Riconoscimenti
Tra i premi più rilevanti ricevuti da Scimone, vi sono i tre "Grand Prix du Disque", consegnatigli dall'Accademia Charles Cros di Parigi, il Grammy Award di Los Angeles e il titolo di "Cavaliere di Gran Croce, Ordine al merito" con la medaglia d'oro al merito per l'arte e la cultura, da parte del Presidente della Repubblica Italiana, nel 2000. Inoltre nel 2008, a Venezia, ricevette, insieme con I Solisti Veneti, il premio "Una vita nella musica - Arthur Rubinstein".
L'Università di Padova gli conferì la laurea honoris causa in Giurisprudenza. Nel 1970, alla guida de "I Solisti Veneti", fu premiato al Festivalbar, una manifestazione che misurava la popolarità dei concorrenti in base agli ascolti rilevati dai jukebox.